# 쓰가루 철도선
쓰가루 철도선(일본어: 津軽鉄道線)은 일본 아오모리현 고쇼가와라시의 쓰가루고쇼가와라 역과 기타쓰가루군 나카도마리정의 쓰가루나카사토 역을 잇는 쓰가루 철도의 철도 노선이다.
쓰가루반도의 중앙부를 남북으로 통과하고 있다. 겨울철에는 객차 내의 난방을 석탄으로 피우는 달마 난로를 사용하고 있는 「스토브 열차」가 운행된다.

## 노선 정보
- 노선 거리 (영업 거리) : 20.7km
- 궤간 : 1,067mm
- 역 수 : 12역 (기 · 종점역 포함)
- 복선화 구간 : 없음 (전 구간 단선)
- 전철화 구간 : 없음 (전 구간 비전철화)
- 폐색 방식
  - 쓰가루고쇼가와라 - 가나기 구간 : 태블릿 폐색식
  - 가나기 - 쓰가루나카사토 : 스탭 폐색식
- 최고 속도 : 70km/h

## 역 목록
| 역명             | 일어 역명    | 역간 거리 | 영업 거리 | 통 정 | 접속 노선               | 소재지       | 소재지       |
| ---------------- | ------------ | --------- | --------- | ----- | ----------------------- | ------------ | ------------ |
| 쓰가루고쇼가와라 | 津軽五所川原 | -         | 0.0       | ●     | 동일본 여객철도 고노 선 | 고쇼가와라시 | 고쇼가와라시 |
| 도가와           | 十川         | 1.3       | 1.3       | ◆     |                         | 고쇼가와라시 | 고쇼가와라시 |
| 고노코마에       | 五農校前     | 1.9       | 3.2       | ◆     |                         | 고쇼가와라시 | 고쇼가와라시 |
| 쓰가루이즈메     | 津軽飯詰     | 1.0       | 4.2       | ●     |                         | 고쇼가와라시 | 고쇼가와라시 |
| 비샤몬           | 毘沙門       | 3.2       | 7.4       | ◇     |                         | 고쇼가와라시 | 고쇼가와라시 |
| 가세             | 嘉瀬         | 2.7       | 10.1      | ●     |                         | 고쇼가와라시 | 고쇼가와라시 |
| 가나기           | 金木         | 2.7       | 12.8      | ●     |                         | 고쇼가와라시 | 고쇼가와라시 |
| 아시노코엔       | 芦野公園     | 1.5       | 14.3      | ●     |                         | 고쇼가와라시 | 고쇼가와라시 |
| 가와쿠라         | 川倉         | 1.7       | 16.0      | ◇     |                         | 고쇼가와라시 | 고쇼가와라시 |
| 오자와나이       | 大沢内       | 1.7       | 17.7      | ●     |                         | 기타쓰가루군 | 나카도마리정 |
| 후코다           | 深郷田       | 1.3       | 19.0      | ◇     |                         | 기타쓰가루군 | 나카도마리정 |
| 쓰가루나카사토   | 津軽中里     | 1.7       | 20.7      | ●     |                         | 기타쓰가루군 | 나카도마리정 |

## 같이 보기
- 일본의 철도 회사 목록